# Pitkäjärvi (Jukkasjärvi socken, Lappland, 749858-176053)
Pitkäjärvi är en sjö i Kiruna kommun i Lappland och ingår i Kalixälvens huvudavrinningsområde. Sjön har en area på 0,0462 kvadratkilometer och ligger 345,7 meter över havet.

## Delavrinningsområde
Pitkäjärvi ingår i det delavrinningsområde (749778-176296) som SMHI kallar för KarQ-punkt. Medelhöjden är 363 meter över havet och ytan är 24,5 kvadratkilometer. Det finns ett avrinningsområde uppströms, och räknas det in blir den ackumulerade arean 31,51 kvadratkilometer. Vuostojoki som avvattnar avrinningsområdet har biflödesordning 3, vilket innebär att vattnet flödar genom totalt 3 vattendrag innan det når havet efter 242 kilometer. Avrinningsområdet består mestadels av skog (83 procent) och sankmarker (13 procent). Avrinningsområdet har 0,39 kvadratkilometer vattenytor vilket ger det en sjöprocent på 1,6 procent.